# Puntate di It's a Sin
Le cinque puntate della miniserie televisiva It's a Sin sono state trasmesse da Channel 4 dal 22 gennaio 2021 al 19 febbraio 2021.
In'Italia la serie va in onda sulla piattaforma di streaming Starz Play a partire dal 1º al 27 giugno 2021.
| n° | Titolo originale | Titolo italiano | Prima TV UK      | Prima TV Italia |
| -- | ---------------- | --------------- | ---------------- | --------------- |
| 1  | Episode 1        | Episodio 1      | 22 gennaio 2021  | 1º giugno 2021  |
| 2  | Episode 2        | Episodio 2      | 29 gennaio 2021  | 6 giugno 2021   |
| 3  | Episode 3        | Episodio 3      | 5 febbraio 2021  | 13 giugno 2021  |
| 4  | Episode 4        | Episodio 4      | 12 febbraio 2021 | 20 giugno 2021  |
| 5  | Episode 5        | Episodio 5      | 19 febbraio 2021 | 27 giugno 2021  |

## Episodio 1
- Titolo originale: Episode 1
- Diretto da: Peter Hoar
- Scritto da: Russell T Davies

### Trama
Settembre 1981. Le vite di cinque amici convergono in un appartamento a Londra. Roscoe scappa di casa quando scopre che suo padre intende riportarlo in Nigeria. Ritchie Tozer, insegue il suo sogno di fare l'attore con la sua amica Jill. Colin inizia un apprendistato di vendita presso un sarto di Savile Row, dove diventa amico di Henry Coltrane.
- Durata: 46 minuti
- Telespettatori: 3,48 milioni[5]

## Episodio 2
- Titolo originale: Episode 2
- Diretto da: Peter Hoar[6]
- Scritto da: Russell T Davies[7]

### Trama
Colin è andato a vivere con i ragazzi ma ancora non vive la propria sessualità. Intanto le notizie sulla esistenza dell'AIDS cominciano ad arrivare a Londra, ma la comunità gay tra cui Ritchie non credono all'esistenza di una malattia che colpisce solo i gay, e comunque la vedono come una realtà collegata alla America.
Jill viene contattata da un amico di comitiva il quale le confessa di aver contratto la malattia ma di tenerlo segreto aiutandolo con la spesa. Dopo un po' di tempo la famiglia lo riporta a casa dove troverà la morte e questo avvicina Jill alla realtà della malattia e a quanto sono esposti i suoi amici.
Colin accompagna il suo datore di lavoro a New York dove acquista delle pubblicazioni sulla malattia per Jill. Notate le stesse dal suo datore di lavoro viene licenziato ma troverà un lavoro in un ambiente più sereno. Jill e Richtie entrano in una compagnia di attori ma Jill comincia ad allontanarsi.
- Durata: 47 minuti
- Telespettatori: 3,99 milioni[5]

## Episodio 3
- Titolo originale: Episode 3
- Diretto da: Peter Hoar
- Scritto da: Russell T Davies

### Trama
- Durata: 48 minuti
- Telespettatori: 4,59 milioni[5]

## Episodio 4
- Titolo originale: Episode 4
- Diretto da: Peter Hoar
- Scritto da: Russell T Davies

### Trama
- Durata: 48 minuti
- Telespettatori: 5,39 milioni[5]

## Episodio 5
- Titolo originale: Episode 5
- Diretto da: Peter Hoar
- Scritto da: Russell T Davies

### Trama
- Durata: 49 minuti
- Telespettatori: 6,10 milioni[5]